# Amorphophallus krausei
Amorphophallus krausei är en kallaväxtart som beskrevs av Adolf Engler. Amorphophallus krausei ingår i släktet Amorphophallus och familjen kallaväxter. Inga underarter finns listade.